# Platycnemis guttifera
Platycnemis guttifera är en trollsländeart som beskrevs av Fraser 1950. Platycnemis guttifera ingår i släktet Platycnemis och familjen flodflicksländor. IUCN kategoriserar arten globalt som livskraftig. Inga underarter finns listade i Catalogue of Life.